# Tomáš Krupa
Tomáš Krupa (* 14. listopadu 1972) je český tenisový trenér a bývalý profesionální tenista. Od prosince 2020 vede českou tenistku Lindu Noskovou.

## Kariéra

### Tenisová kariéra
Byl specialistou na čtyřhru a nejčastěji hrál s krajanem Pavlem Víznerem. V roce 1993 se dvojice probojovala do semifinále Romanian Open a v následujícím roce došla až do finále Prague Open. Finále nebylo odehráno a titul získali soupeři Karel Nováček s Matsem Wilanderem. V roce 1999 se s Petrem Pálou probojoval do semifinále na turnaji International Raiffeisen Grand Prix v Sankt Pöltenu. Ve čtyřhře získal i čtyři tituly na challengerech.

### Trenérská kariéra
Jeho prvním velkým angažmá bylo trénování Radka Štěpánka. Mezi lety 2009 až 2014 trenérsky vedl Tomáše Berdycha. Od roku 2015 vedl Jiřího Veselého. Po roce se tato dvojice rozpadla. Později se stal trenérem Barbory Strýcové. Toto angažmá skončilo v říjnu 2017, kdy se na spolupráci domluvil s Karolínou Plíškovou. Tato změna přinesla negativní mediální odraz. Po konci této spolupráce se v prosinci 2020 stal trenérem Lindy Noskové.

## Finále na okruhu ATP Tour

### Čtyřhra: 1 (0–1)
| Legenda                           |
| --------------------------------- |
| Grand Slam (0)                    |
| Turnaj mistrů (0)                 |
| ATP Masters Series (0)            |
| ATP International Series Gold (0) |
| ATP International Series (0–1)    |

| Stav      | č. | datum      | turnaj       | kategorie    | povrch | spoluhráč    | soupeři ve finále           | výsledek |
| --------- | -- | ---------- | ------------ | ------------ | ------ | ------------ | --------------------------- | -------- |
| Finalista | 1. | srpen 1994 | Praha, Česko | World Series | antuka | Pavel Vízner | Karel Nováček Mats Wilander | bez boje |

## Tituly na challengerech ATP

### Čtyřhra (4 tituly)
| Legenda         |
| --------------- |
| Challengery (4) |

| Č. | rok  | turnaj                 | okruh      | povrch  | spoluhráč    | poražení finalisté             | výsledek      |
| -- | ---- | ---------------------- | ---------- | ------- | ------------ | ------------------------------ | ------------- |
| 1. | 1995 | Oberstaufen, Německo   | Challenger | antuka  | Jiří Novák   | Lorenzo Manta Patrick Mohr     | 4–6, 6–4, 6–3 |
| 2. | 1995 | Guayaquil, Ekvádor     | Challenger | antuka  | Pavel Vízner | Pablo Campana Nicolás Lapentti | 6–1, 6–1      |
| 3. | 1996 | Hamburk, Německo       | Challenger | koberec | Pavel Vízner | Patrik Kühnen Karsten Braasch  | 6–3, 7–5      |
| 4. | 1998 | Nettingsdorf, Rakousko | Challenger | antuka  | Borut Urh    | Tomáš Cibulec Leoš Friedl      | 6–1, 6–4      |